# Габриел Ано
Габриел Ано (на френски: Gabriel Hanot) е френски футболист и журналист. До Втората световна война Ано е футболист (на поста защитник), а след нея започва да практикува журналистическа дейност. Най-запомнящото се в живота на Ано е неговата идея за създаването на Шампионската лига(тогава КЕШ). През 1955 г., заедно със Сантяго Бернабеу Йесте и още няколко видни дейци на европейския футбол създават Шампионската лига.